# Combaning
Combaning är en ort i Australien. Den ligger i kommunen Temora Shire och delstaten New South Wales, i den sydöstra delen av landet, omkring 330 kilometer väster om delstatshuvudstaden Sydney och omkring 14 kilometer öster om närmaste större samhälle, Temora. Antalet invånare var 103 vid folkräkningen 2016.